# Mopeia (distrito)
Mopeia é um distrito da província da Zambézia, em Moçambique, com sede na povoação de Mopeia. Tem limite, a norte com o distrito de Morrumbala, a oeste com o distrito de Mutarara da província de Tete, a oeste e sudoeste com os distritos de Caia e Marromeu, ambos da província de Sofala, a sul com o distrito de Chinde e a leste com os distritos de Inhassunge e Nicoadala.
Em 2007, Mopeia era o distrito da Zambézia com menor densidade populacional, com 15,03 habitantes por km². Um estatuto alcançado sobretudo pelo número de 115 291 residentes, que na província era apenas superior ao apresentado por Inhassunge. Curiosamente, Inhassunge era o distrito com a maior densidade populacional da província devido sobretudo a ter o mais pequeno território.

## Demografia

### População
Em 2007, o Censo indicou uma população de 115 291 residentes. Com uma área de 7671  km², a densidade populacional rondava os 15,03 habitantes por km². Um valor que coloca Mopeia como o distrito da Zambézia com menor densidade populacional.
De acordo com o Censo de 1997, o distrito tinha 71 535 habitantes e uma área de 7614 km², daqui resultando uma densidade populacional de 9,4 habitantes por km², a mais baixa da província.
| 1980   | 1997   | 2007    |
| 64 351 | 71 535 | 115 291 |

## Divisão administrativa
O distrito de Mopeia está dividido em dois postos administrativos: Campo e Mopeia. Estes, por sua vez, eram constituídos por um total de 8 localidades, em 2005:
- Posto Administrativo de Campo:
  - Campo
  - Catale
  - Luala
  - Mungane
- Posto Administrativo de Mopeia:
  - Chimuara
  - Mopeia
  - N'Zanza
  - Rovuma